# Gastrochilus affinis
Gastrochilus affinis là một loài lan.